# タイワンルリミノキ

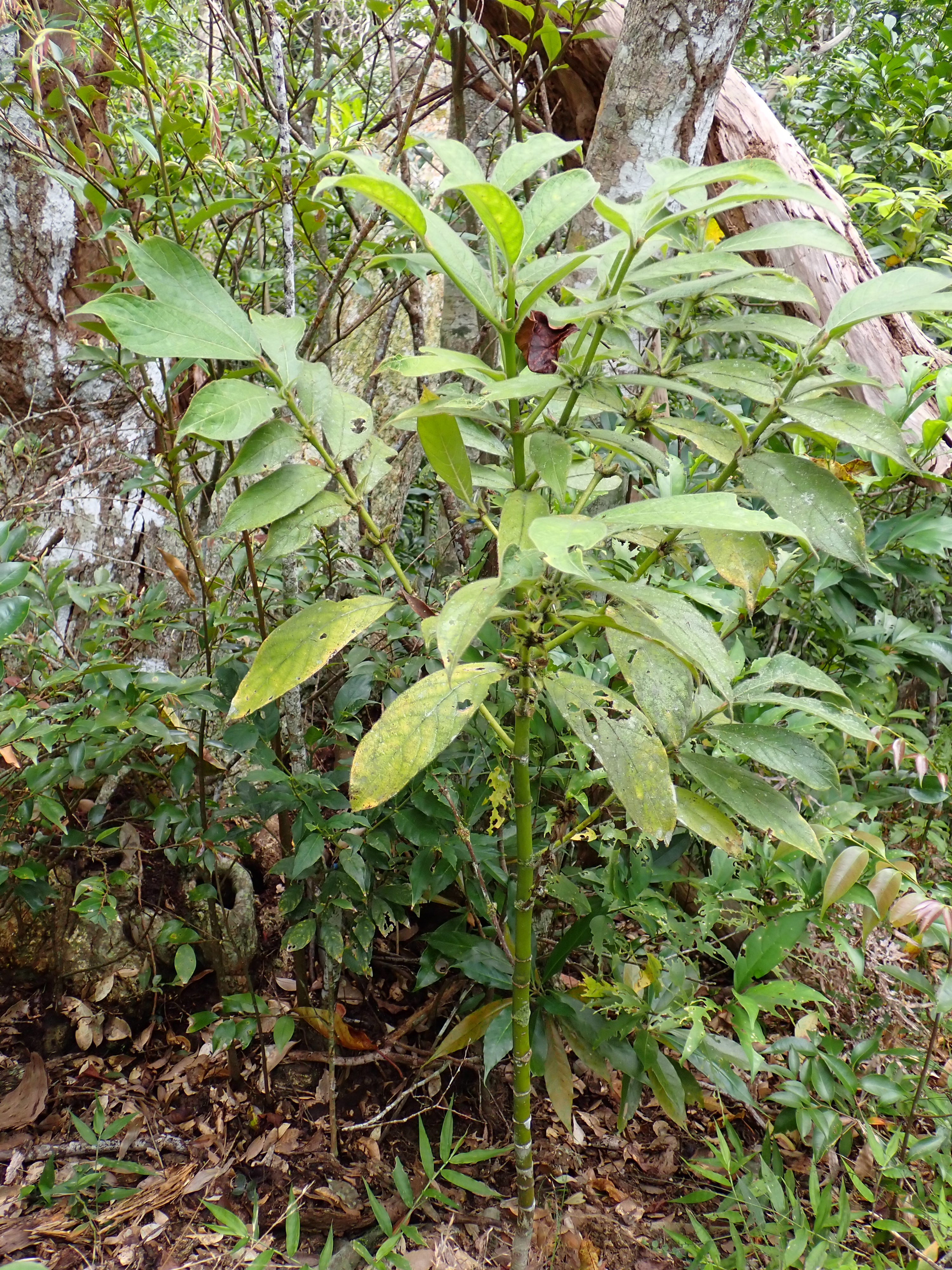
タイワンルリミノキ（2025年1月 沖縄県石垣市 バンナ公園）

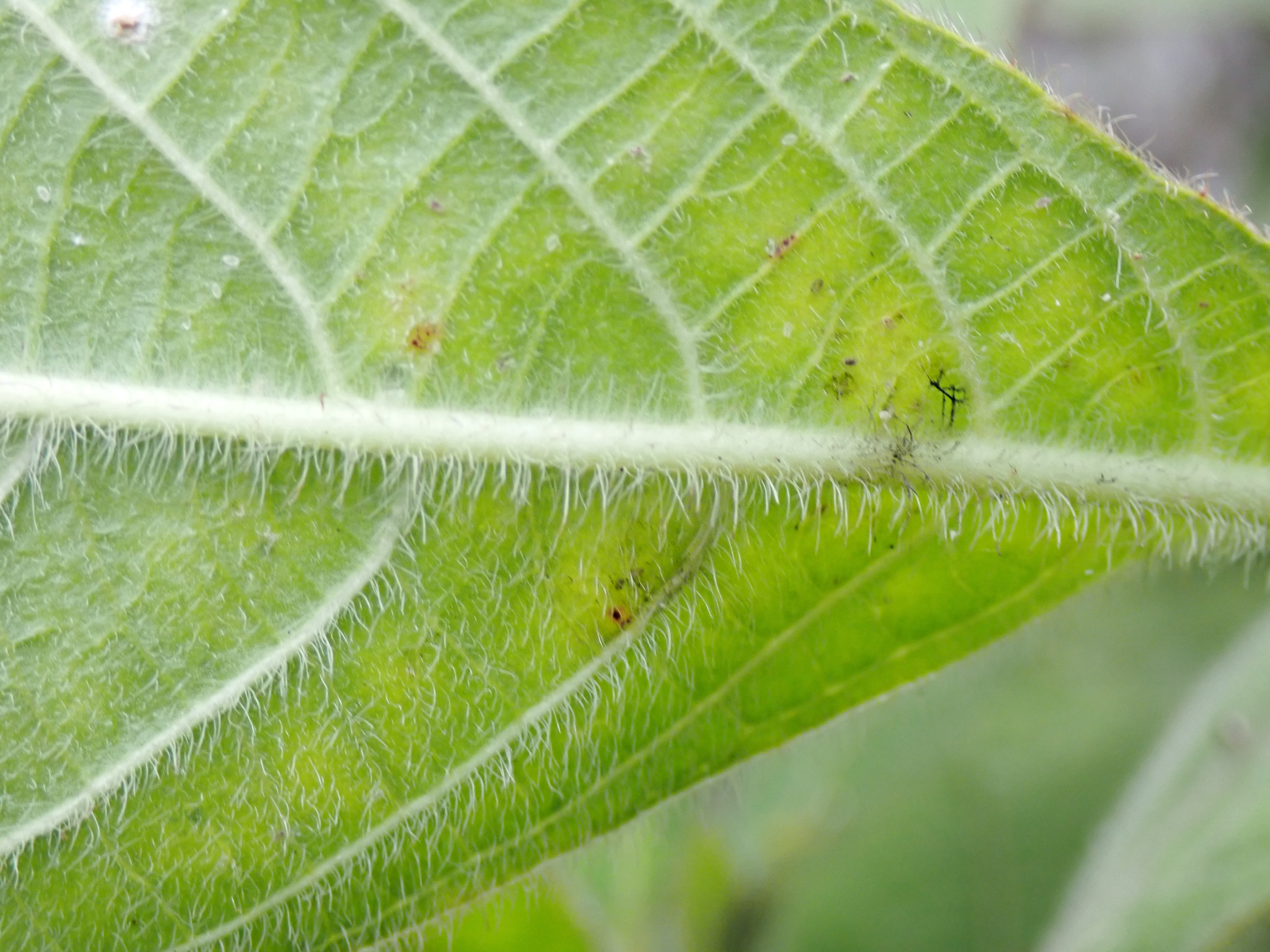
タイワンルリミノキの葉裏（2025年1月 沖縄県石垣市 バンナ公園）

タイワンルリミノキ（台湾瑠璃実木、学名：Lasianthus hirsutus）はアカネ科ルリミノキ属の常緑低木。

## 特徴
高さ1–2 mで茎は直立する。枝葉など体全体に褐色の長い剛毛が密生する。葉は長さ11–25 cmとルリミノキ属の中でも最大で、長楕円状披針形、革質、全縁で対生し、基部は楔形。葉色は黄緑色で明るい色調。花序を覆う苞は長さ2–4 cmの三角状披針形で大きく目立つ。花は白色で秋から春にかけて咲く。果実は径5–10 mmの液果で、夏から冬にかけて青色に熟する。

## 分布と生育環境
奄美大島、徳之島、沖縄諸島、石垣島、西表島、与那国島、台湾、中国南部、東南アジア、インド、ニューギニアに分布。山地の林内に生育する。